# قائمة ملوك أكد
ملك أكد (تترجم حرفيا. king of the land of Akkad) كان حاكم مدينة أكد وإمبراطوريتها في بلاد ما بين النهرين القديمة. في الألفية الثالثة قبل الميلاد، من عهد سرجون الأكدي إلى عهد حفيده الأكبر شار كالي شري، مثلت الإمبراطورية الأكدية القوة المهيمنة في بلاد ما بين النهرين وأول إمبراطورية عظيمة معروفة.
انهارت الإمبراطورية بسرعة بعد حكم ملوكها الخمسة الأوائل، بسبب عدم الاستقرار الداخلي والغزو الأجنبي، مما أدى على الأرجح إلى إعادة تقسيم بلاد ما بين النهرين إلى دول مدن مستقلة، لكن القوة التي مارسها الأكديون فترة وجيزة ضمنت أن هيبتها وإرثها يطالب بها الملوك لقرون قادمة. أنشأ أور نمو ملك أور، الذي أسس الإمبراطورية السومرية الجديدة وأعاد توحيد معظم بلاد ما بين النهرين، لقب "ملك سومر وأكد" الذي كان يستخدم حتى أيام الإمبراطورية الأخمينية.

## التاريخ

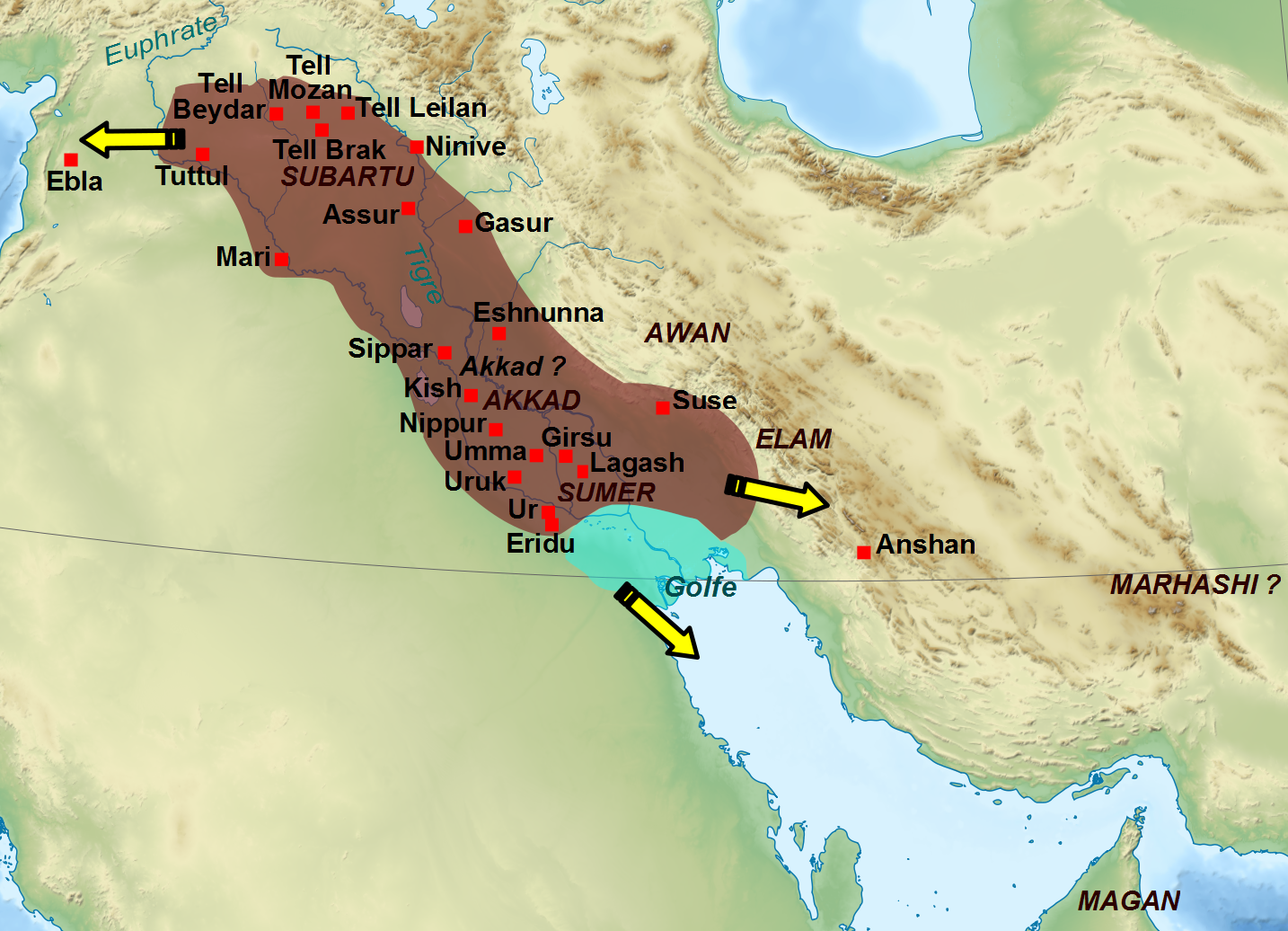
خريطة للإمبراطورية الأكدية في أقصى حد لها، في عهد نارام سين، مع توجيهات الحملات العسكرية الناجحة

على الرغم من أن سرجون الأكدي يُشار إليه في كثير من الأحيان على أنه "مؤسس" أكد، إلا أن المدينة نفسها ربما كانت موجودة قبل حكمه. نقش ما قبل سرجوني يشير إليها بالاسم والاسم "أكد" في حد ذاته ليس من اللغة الأكدية لسرجون وخلفائه. ومع ذلك فإن عهد سرجون يشير إلى انتقال أكد من دولة-مدينة إلى أول إمبراطورية عظيمة معروفة، حيث حكم الملك الأكدي بلاد ما بين النهرين. بدأ صعوده إلى السلطة بهزيمة الملك السومري لوغال زاج سي، الذي حكم بلاد ما بين النهرين السفلى من الوركاء، وغزو إمبراطوريته. من خلال الحملات العسكرية، أخضع سرجون مناطق بعيدة غربًا حتى البحر الأبيض المتوسط وشمالًا حتى آشور، والتي تفاخر بها في نقوشه.
عزز خلفاء سرجون مملكته الشاسعة واستمروا في توسيع حدود الإمبراطورية الأكدية. وسّع حفيد سرجون ورابع ملوك أكد، نارام سين، الإمبراطورية إلى أقصى حدودها واتخذ لقبًا جديدًا لتوضيح قوته العظيمة، ملك الأرباع الأربعة، التي أشارت إلى العالم بأسره. كما أنه كان أول ملك في بلاد ما بين النهرين أُلّه في حياته، حيث يُطلق عليه لقب "إله أكد".
على الرغم من أن سبعة ملوك على الأقل حكموا أكد من بعده، إلا أن الإمبراطورية الأكدية سرعان ما انهارت بعد عهد نارام سين والسلطة المركزية البارزة تحت حكم ملك واحد لم ترجع في بلاد ما بين النهرين حتى صعود الإمبراطورية السومرية الجديدة. من المحتمل أن المنطقة عادت إلى الحكم المحلي في ظل ملوك دول المدن في الفترة بين الإمبراطوريتين. كان السبب الرئيسي لهذا الانهيار هو غزو الجوتيين لبلاد ما بين النهرين، والذين هُزموا وطردهم مؤسس الإمبراطورية السومرية الجديدة، أور نمو.[بحاجة لمصدر]

## ملوك أكد

### سلالة سرجون (حوالي 2334 - 2193 قبل الميلاد)
| # | الصورة | الملِك                                | عهد (التسلسل الزمني الأوسط) | الخلافة                   | ملحوظات |
| - | ------ | ------------------------------------ | --------------------------- | ------------------------- | --- |
| 1 |        | سرجون 𒈗𒁺 Šarru-ukīn                  | ج. 2334 - 2279 ق (55 سنة)   | مؤسس الإمبراطورية الاكدية | - أسس الإمبراطورية الأكدية من خلال غزو سومر كلها، والتي تعتبر من أوائل الحكام العظماء في بلاد ما بين النهرين. - قدم لقب ملك الكون. - شرعت في حملات لإخضاع كامل الهلال الخصيب.                      |
| 2 |        | ريموش 𒌷𒈬𒍑 Ri-mu-uš                   | ج. 2279 - 2270 ق (9 سنوات)  | ابن سرجون أكد             | - واجهت ثورات واسعة النطاق واضطرت إلى إعادة احتلال مدن أور، الأمة، أداب، لكش، دير، وكازالو من الأنيس المتمردة. - انطلقوا في حملات منتصرة ضد عيلام وبراخشة. - اغتيل على الأرجح على يد حاشيته.       |
| 3 |        | مانيشتوشو 𒈠𒀭𒅖𒌅𒋢 ما-آن-إيش-تو-سو      | ج. 2270-2255 ق (15 سنة)     | أخو رمش بن سرجون أكد      | - واجه القليل من التمردات أو لم يواجه أي تمرد ويمكنه على هذا النحو الشروع في حملات إلى الأراضي البعيدة عن أكد. - شن حملة في المقام الأول في الجنوب، وحقق انتصارات على طول نهر دجلة والخليج العربي. |
| 4 |        | نارام سين 𒀭𒈾𒊏𒄠𒀭𒂗𒍪 Na-ra-am Sîn       | ج. 2254 - 2218 ق (36 سنة)   | ابن مانيشتوشو             | - تحت نارام سين، وصلت الإمبراطورية الأكدية إلى أقصى قوتها. - أول حاكم في بلاد ما بين النهرين يدعي الألوهية، ويطلق على نفسه اسم "إله أكد". - قدم لقب ملك الزوايا الأربع في العالم.                  |
| 5 |        | شار كالي شري 𒊬𒂵𒉌 𒈗𒌷 شار كا لي شار ري | ج. 2217-2193 ق (24 سنة)     | ابن نارام سين             | - في عهد شار كالي شري، انهارت الإمبراطورية الأكدية نتيجة لغزو الجوتيين وانتشار الجفاف. - ربما كان آخر ملك أكدي يسيطر فعليًا على أكثر من مدينة أكد نفسها.                                            |

### الفترة الأكدية بين العرش (ج 2193 - 2189 قبل الميلاد)
| # | الملِك              | عهد (التسلسل الزمني الأوسط)  | الخلافة                                | ملحوظات |
| - | ------------------ | ---------------------------- | -------------------------------------- | --- |
| 6 | إجيجي 𒄿𒄀𒄀 إي جي جي | ج. 2193-2192 ق (سنة واحدة)   | خلافة غير مؤكدة، فوضى بعد غزو الجوتيين | - استولى على السلطة في الفوضى بعد وفاة شار كالي شري وحكمها قرابة عام. أربعة ملوك حكموا في ثلاث سنوات فقط، وهي الفترة التي تصفها قائمة الملوك السومريين بـ " من كان الملك إذن؟ من لم يكن الملك؟ ". |
| 7 | Imi 𒄿𒈪 أنا مي      | ج. 2192 - 2191 ق (سنة واحدة) | خلافة غير مؤكدة، فوضى بعد غزو الجوتيين | |
| 8 | نانوم 𒈾𒉡𒌝 Na-nu-um | ج. 2191-2190 ق (سنة واحدة)   | خلافة غير مؤكدة، فوضى بعد غزو الجوتيين | |
| 9 | إيلولو 𒅋𒇽 Ilu-lu   | ج. 2190 - 2189 ق (سنة واحدة) | خلافة غير مؤكدة، فوضى بعد غزو الجوتيين | - نهائي المنافسين الأربعة الذين لم يعمروا طويلاً يتنافسون على العرش في أعقاب وفاة شار كالي شري. - ربما كان هو نفسه حاكم جوتيان.                                                                    |

### ملوك أكد النهائيين (سي 2189 - 2154 قبل الميلاد)
يُفترض أن الملوك النهائيين الذين حكموا أكد دودو وشو تورول كانوا مرتبطين بالسلالة الحاكمة الأصلية، وبالتالي غالبًا ما يُنظر إليهم على أنهم أعضاء في سلالة سرجون. 
| #  | الملِك                   | عهد (التسلسل الزمني الأوسط) | الخلافة                                                       | ملحوظات                                                                  |
| -- | ----------------------- | --------------------------- | ------------------------------------------------------------- | ------------------------------------------------------------------------ |
| 10 | دودو 𒁺𒁺 Du-du           | ج. 2189 - 2168 ق (21 سنة)   | خلافة غير مؤكدة، فوضى بعد غزو الجوتيين، ربما ابن شار كالي شري | - شن حملة ضد الرعايا الأكديين السابقين في الجنوب، مثل كرسو وأوما وعيلام. |
| 11 | شو تورول 𒋗𒉣𒇬𒍌 Šu-ṭur-ul | ج. 2168 - 2154 ق (15 سنة)   | ابن دودو                                                      | - حكم آخر ملوك أكد منطقة مقلصة إلى حد كبير شملت أكد وكيش وتوتوب وإشنونة. |

## ملك سومر وأكد

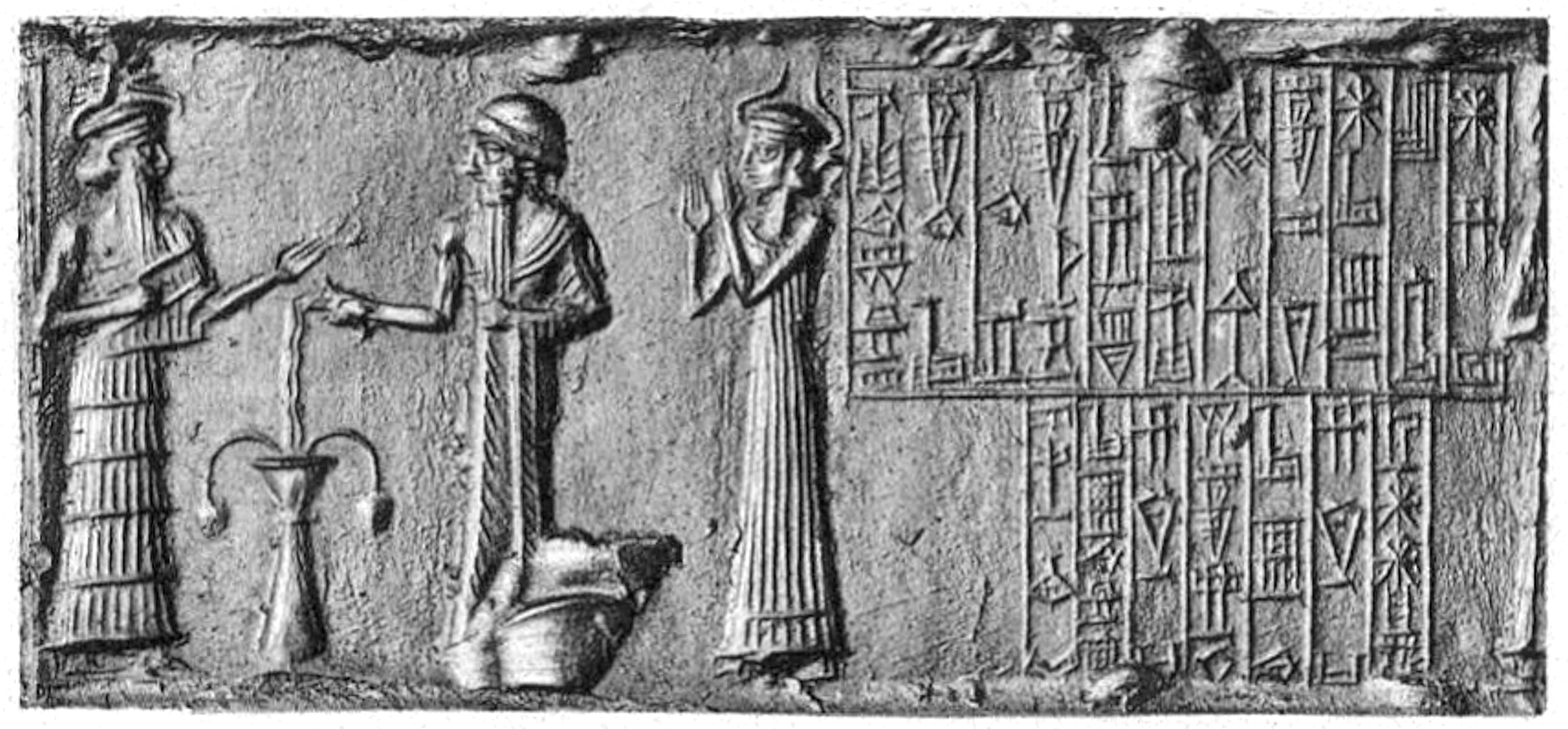
ختم أسطواني لشولجي من أور (2094-2047 قبل الميلاد). ويطلق عليه النقش لقب "شولجي، بطل قوي، ملك أور، ملك سومر وأكد ".

على الرغم من تدمير أكد وما تبقى من إمبراطوريتها، إلا أن قوتها وبروزها أدى إلى رغبة حكام إمبراطوريات بلاد ما بين النهرين اللاحقة في المطالبة بهيبتها وإرثها لأنفسهم. تولى أور نمو، الذي أسس الإمبراطورية السومرية الجديدة في أعقاب حكم الجوتيين لبلاد ما بين النهرين، لقب "ملك سومر وأكد". على الرغم من أن العنوان كان يهدف إلى تبرير حكمه على كل من جنوب (سومر) وشمال (أكد) بلاد ما بين النهرين، إلا أنه ربط أيضًا بشكل واضح أور نمو بالملوك الأكديين القدامى، الذين ربما كانوا ضد ربط سومر وأكد في مثل هذا الموضة على الرغم من أنهم حكموا كلا المنطقتين.
استمر لقب أور نمو أكثر من 1500 عام. افترضها حمورابي، مؤسس الإمبراطورية البابلية القديمة، واستخدمها الملوك البابليون حتى القرن الثامن قبل الميلاد. كما استُخدم بشكل بارز في الإمبراطوريات الوسطى والآشورية الجديدة وفي الإمبراطورية البابلية الجديدة. بالنسبة للملوك الآشوريين، استخدمت عبارة "ملك سومر وأكد" كعلامة على سيطرتهم على بابل وفقط الملوك الآشوريون الذين سيطروا فعليًا على بابل استخدموا العنوان في نقوشهم.
كان كورش الكبير من الإمبراطورية الأخمينية، الذي حكم من 559 إلى 530 قبل الميلاد الملك الأخير الذي تولى لقب "ملك سومر وأكد". في أسطوانة قورش، المكتوبة بالخط المسماري الأكدي بعد غزو كورش لبابل، تولى عدة ألقاب ملكية تقليدية في بلاد ما بين النهرين، معظمها لم يستخدمها خلفاؤه.

### اقتباسات
1. 1 2  Da Riva 2013، صفحة 72.
2. ↑  Wall-Romana، Christophe (1990). "An Areal Location of Agade". Journal of Near Eastern Studies. ج. 49 ع. 3: 205–245. DOI:10.1086/373442. JSTOR:546244. S2CID:161165836.
3. ↑  Foster، Benjamin R. (2013)، "Akkad (Agade)"، في Bagnall، Roger S. (المحرر)، The Encyclopedia of Ancient History، Chicago: Blackwell، ص. 266–267، DOI:10.1002/9781444338386.wbeah01005، ISBN:9781444338386
4. ↑  Stiebing Jr، H. William (2009). Ancient Near Eastern History and Culture. Pearson Longman; University of New Orleans. ص. 69.
5. ↑  Dalley proposes that these sources may have originally referred to Sargon II of the Assyria rather than Sargon of Akkad. Stephanie Dalley, "Babylon as a Name for Other Cities Including Nineveh", in  Proceedings of the 51st Rencontre Assyriologique Internationale, Oriental Institute SAOC 62, pp. 25–33, 2005 نسخة محفوظة 2023-04-07 على موقع واي باك مشين.
6. ↑  Stiebing Jr, H.William. Ancient Near Eastern History and Culture. (Pearson Longman; University of New Orleans, 2009), p.74
7. ↑   Piotr Michalowski, "The Mortal Kings of Ur: A Short Century of Divine Rule in Ancient Mesopotamia", Oriental Institute Seminars 4, pp. 33–45, The Oriental Institute, 2008, (ردمك 1-885923-55-4) نسخة محفوظة 2023-04-07 على موقع واي باك مشين.
8. ↑  Zettler (2003), pp. 24–25. "Moreover, the Dynasty of Akkade's fall did not lead to social collapse, but the re-emergence of the normative political organization. The southern cities reasserted their independence, and if we know little about the period between the death of Sharkalisharri and the accession of Urnamma, it may be due more to accidents of discovery than because of widespread 'collapse.' The extensive French excavations at Tello produced relevant remains dating right through the period."
9. ↑  De Mieroop 2004، صفحة 67.
10. ↑  Maeda 1981، صفحة 5.
11. ↑  Hallo 1980، صفحة 192.
12. 1 2 3  Porter 1994، صفحة 79.
13. ↑  New Cyrus Cylinder Translation.

### بليوغرافيا
- Da Riva، Rocío (2013). The Inscriptions of Nabopolassar, Amel-Marduk and Neriglissar. Walter de Gruyter. ISBN:978-1614515876. مؤرشف من الأصل في 2022-09-22.
- De Mieroop، Marc Van (2004). A History of the Ancient Near East ca. 3000 - 323 BC. Blackwell Publishing. ISBN:978-1405149112.
- Hallo، William W. (1980). "Royal Titles from the Mesopotamian Periphery". Anatolian Studies. ج. 30: 189–195. DOI:10.2307/3642789. JSTOR:3642789. S2CID:163327812. مؤرشف من الأصل في 2022-02-16.
- Maeda، Tohru (1981). ""King of Kish" in Pre-Sargonic Sumer". Orient. ج. 17: 1–17. DOI:10.5356/orient1960.17.1.
- Porter، Barbara N. (1994). Images, Power, and Politics: Figurative Aspects of Esarhaddon's Babylonian Policy. American Philosophical Society. ISBN:978-0871692085. مؤرشف من الأصل في 2023-06-23.
- Zettler، Richard L. (2003). "Reconstructing the World of Ancient Mesopotamia: Divided Beginnings and Holistic History". Journal of the Economic and Social History of the Orient. ج. 46 ع. 1: 3–45. DOI:10.1163/156852003763504320. JSTOR:3632803.

### المواقع
- "British Museum - The Cyrus Cylinder". www.britishmuseum.org (بالإنجليزية). Archived from the original on 19 يناير 2019. Retrieved 19 يناير 2019.